# Phlegmariurus andinus
Phlegmariurus andinus är en lummerväxtart som först beskrevs av Rosenst., och fick sitt nu gällande namn av B. Øllg. Phlegmariurus andinus ingår i släktet Phlegmariurus och familjen lummerväxter. Inga underarter finns listade i Catalogue of Life.